# Tommaso Pio Boggiani
Tommaso Boggiani, al secolo Pio (Bosco Marengo, 19 gennaio 1863 – Roma, 26 febbraio 1942), è stato un cardinale e arcivescovo cattolico italiano.

## Biografia
Nato a Bosco Marengo nell'alessandrino, entrò a far parte dell'ordine dei domenicani.
Entrato nell’ordine dei predicatori nel 1878, divenne sacerdote e fu inviato a far parte della missione domenicana ad Istanbul. Tornato in Italia, nel 1900 venne nominato parroco di Santa Maria di Castello a Genova e nel contempo divenne professore di diritto pubblico ecclesiastico nella locale pontificia facoltà giuridica.
Il 16 ottobre 1908 fu eletto vescovo di Adria; fu consacrato vescovo il 22 novembre 1908 dal cardinale Segretario di Stato Rafael Merry del Val.
Il 7 luglio 1909 con il decreto Ea semper fuit della Sacra Congregazione Concistoriale e su impulso dello stesso Boggiani, la Curia vescovile venne spostata da Adria a Rovigo, città ritenuta più grande e funzionale ad ospitare il vescovo locale. A seguito di questo trasferimento, ad ogni modo, il popolo di Adria, che si sentiva ora escluso dalla pastorale diocesana e perdeva il proprio secolare ruolo di prestigio, aggredì il vescovo Tommaso Pio Boggiani il 26 settembre e contro la città di Adria venne scagliato un interdetto di quindici giorni. In suo favore si spese anche don Luigi Guanella che auspicò sulle pagine del bollettino diocesano di Como che al Boggiani fosse concessa la porpora per il coraggio e la moderazione con cui aveva subito tali oltraggi.
Il 10 gennaio 1912 fu nominato delegato apostolico per il Messico e promosso arcivescovo titolare di Edessa di Osroene.
Dal 7 marzo 1914 fu per qualche tempo amministratore apostolico dell'arcidiocesi di Genova.
Papa Benedetto XV lo elevò al rango di cardinale nel concistoro del 4 dicembre 1916 del titolo dei santi Quirico e Giulitta.
Il 10 marzo 1919 tornò a Genova come arcivescovo, incarico che mantenne fino al 1921.
Il 15 luglio 1929 fu promosso cardinale vescovo della sede suburbicaria di Porto-Santa Rufina.
Il 13 marzo 1933 fu nominato cancelliere della Cancelleria Apostolica. Nella stessa data gli fu concesso in commendam anche il titolo cardinalizio, all'epoca legato all'incarico di cancelliere, di San Lorenzo in Damaso.
Morì il 26 febbraio 1942 all'età di 79 anni. È sepolto nella chiesa parrocchiale dei Santi Pietro e Pantaleone di Bosco Marengo, suo paese natale.

## Genealogia episcopale e successione apostolica
La genealogia episcopale è:
- Cardinale Scipione Rebiba
- Cardinale Giulio Antonio Santori
- Cardinale Girolamo Bernerio, O.P.
- Arcivescovo Galeazzo Sanvitale
- Cardinale Ludovico Ludovisi
- Cardinale Luigi Caetani
- Cardinale Ulderico Carpegna
- Cardinale Paluzzo Paluzzi Altieri degli Albertoni
- Papa Benedetto XIII
- Papa Benedetto XIV
- Papa Clemente XIII
- Cardinale Bernardino Giraud
- Cardinale Alessandro Mattei
- Cardinale Pietro Francesco Galleffi
- Cardinale Giacomo Filippo Fransoni
- Cardinale Carlo Sacconi
- Cardinale Edward Henry Howard
- Cardinale Mariano Rampolla del Tindaro
- Cardinale Rafael Merry del Val y Zulueta
- Cardinale Tommaso Boggiani, O.P.

La successione apostolica è:
- Vescovo Angelico Antonio Zannetti, O.F.M. (1917)
- Arcivescovo John Timothy McNicholas, O.P. (1918)
- Vescovo Giacomo Maria de Amicis (1919)
- Arcivescovo Luigi Martinelli (1933)